# Пролотерапия
Про́лотерапия или пролиферацио́нная терапи́я или регенерати́вная инъекцио́нная терапи́я — набирающий популярность в Европе и Северной Америке вид терапии в ортопедии и артрологии, при которой в район ослабленных связок или сухожилий шприцом вводится раздражающее вещество, которое вызывает воспаление и, тем самым, провоцирует рост новой соединительной ткани, которая укрепляет связки и сухожилия. Механизм действия терапии на микроуровне остаётся неясным. Ввиду немногочисленности клинических исследований пока лишь некоторые страховые компании покрывают пролотерапию своей страховкой.
В качестве раздражающего вещества чаще всего используется гиперосмолярная декстроза, часто с добавлением анестетика, например, лидокаина.  Некоторые терапевты для усиления раздражения добавляют также малые дозы фенола, гваякола, дубильной кислоты.

## История
Сама концепция раздражения повреждённых тканей для стимулирования их заживления известна со времён Римской империи, где, как известно, раненным гладиаторам вводили в тело горячие иглы. Заметна схожесть и с восточной акупунктурой.
Пролиферационную терапию для укрепления соединительной ткани на современном этапе начали применять в 1930-х годах. В 1950-х американский хирург Джордж С. Хакетт начал применять инъекции для лечения суставов и грыж. В середине 1950-х к Хакетту присоединился доктор Густав Андерс Хемвалл, ставший крупнейшим специалистом в этой области. Именно Хакетт и Хемвалл считаются разработчиками современной методики пролотерапии.